# Geschichte der Niederlausitz

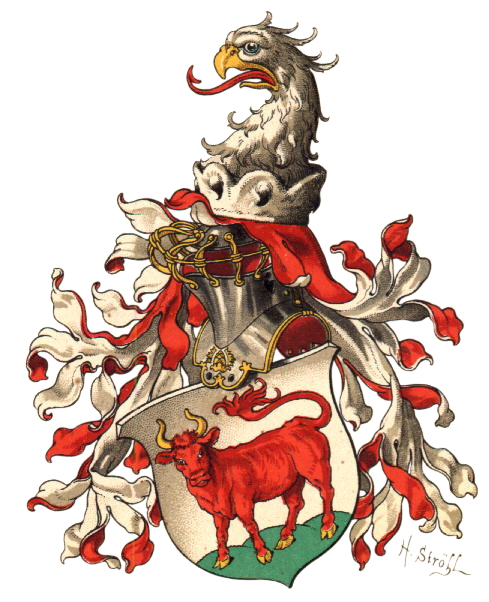
Im silbernen Feld, auf grünem Boden, ein rechtsgehender roter Ochse, das ist für die Niederlausitz

Die Geschichte der Niederlausitz ist geprägt durch ihre sorbische und deutsche Besiedlung.

## Ur- und Frühgeschichte

### Forschungsgeschichte
Aus der Mitte des 19. Jahrhunderts stammen Berichte von vorgeschichtlichen, wahrscheinlich bronzezeitlichen Gräberfeldern und Grabhügeln mit Urnen in der Umgebung von Pritzen, Klein Jauer und Groß Jauer. Solche Orte waren Ansatzpunkte für Grabungen. Die erste überlieferte „Ausgrabung“ in der Altdöberner Region wurde um 1847 von dem Senftenberger Friedrich Roch am sogenannten Opferstein von Muckwar (auch „Schlachtstein“ genannt) unternommen.
Vor allem im letzten Drittel des 19. Jahrhunderts nahm die Grabungstätigkeit, durch die wirtschaftliche Entwicklung begünstigt, stark zu. So wurden beim Bau der Bahnlinie Senftenberg-Lübbenau 1873 bei Neudöbern und Buchwäldchen Gräberfelder angeschnitten. Der Bericht eines Bahningenieurs über die Neudöberner Grabfunde erschien im gleichen Jahr in den „Verhandlungen der Berliner Gesellschaft für Anthropologie, Ethnologie und Urgeschichte“, dem Organ der 1869 von Rudolf Virchow gegründeten Gesellschaft. 1884 wurde von den drei Mitgliedern der Berliner Gesellschaft Robert Behla (Luckau), Hugo Jentsch (Guben) und Ewald Siehe (Calau) als „Tochterverein“ die Niederlausitzer Gesellschaft für Anthropologie, Ethnologie und Urgeschichte (heute Niederlausitzer Gesellschaft für Geschichte und Landeskunde e. V.) gegründet. Die Mitglieder dieser Gesellschaften haben sich um die Erforschung der Niederlausitzer Vorgeschichte, aber auch der Vorgeschichte des Menschen an sich verdient gemacht. In dieser Zeit vollzieht sich auch der Übergang von der Altertümersammlung zur archäologischen Forschung, typologisch-chronologische Ordnungen ersetzen bloße Fundbeschreibungen und markieren gleichzeitig die Anfänge des Bodendenkmalschutzes.
Neben den Baubegleitenden Archäologischen Untersuchungen, vornehmlich in den Stadtgebieten, ist die Archäologie der Niederlausitz heute sehr stark durch den Braunkohletagebau geprägt, der die Untersuchung großer Flächen im Vorfeld der Gruben erfordert.

### Bis zur frühen Eisenzeit
Da die Ausbreitung des Menschen in der Vorgeschichte sehr eng mit den klimatischen Verhältnissen der jeweiligen Regionen verknüpft ist und die Niederlausitz durch die Gletscherbewegungen der Kaltzeiten geprägt ist, verwundert es nicht, dass kaum archäologische Artefakte aus der Altsteinzeit für diese Region bekannt sind. Erst nach dem Abschmelzen der Gletscher war es dem noch nomadischen Menschen (Homo sapiens) im Mesolithikum möglich die Niederlausitz als „Jagdrevier“ sporadisch aufzusuchen und dann während des Neolithikums dauerhaft zu besiedeln.
Für das Neolithikum der Niederlausitz sind die Trichterbecherkultur, Glockenbecherkultur und die Kugelamphoren-Kultur nachgewiesen. Mit der beginnenden Bronzezeit zeigen sich starke kulturelle Einflüsse der südlichen Aunjetitzer Kultur, auf die die Zeit der Hügelgräberkultur, die Fremdgruppenzeit und die in die Eisenzeit führende Lausitzer Kultur folgen. In der etablierten Eisenzeit ist die Billendorfer Kultur prägend. Die lateinische (und heute auch englische) Bezeichnung für die Lausitz ist Lusatia.

### Eisenzeit, siedlungsleere Phasen (4. Jh. v. bis 2. Jh. n. Chr., 4.–6. Jh.), Slawen
Es folgen germanische Gruppen und die römische Kaiserzeit, bis sich während der Völkerwanderungszeit weitere Bevölkerungsbewegungen vollzogen und sich die territorialen Verhältnisse wandelten. Dabei lassen sich inzwischen zwei lange Siedlungsunterbrechungen nachweisen, nämlich zum einen vom 4. Jahrhundert v. Chr. bis ins 2. Jahrhundert n. Chr. Demnach waren die leichten Sandböden in der Bronze- und frühen Eisenzeit „so mitgenommen, dass sie keine ausreichenden landwirtschaftlichen Erträge mehr erbrachten“. Die Wiederbesiedler des 2. Jahrhunderts n. Chr. fanden zunächst recht günstige Bedingungen vor, doch war ihre Art der Bodenbearbeitung gleichfalls nicht geeignet, dauerhaft das Überleben zu sichern, so dass die Besiedlung nach zwei Jahrhunderten erneut endete.
Dennoch dürfen die verschiedenen Kulturbezeichnungen nicht so verstanden werden, dass jedes Mal eine neue Menschengruppe das Gebiet neu besiedelte. Die Namen leiten sich vielmehr von den an bestimmten Fundorten beobachteten veränderten Formen und Verzierungen der Fundobjekte ab. In den meisten Fällen ist dies, aufgrund der großen Fundmenge, Keramik, die, durch die Formgebung der Gefäße und den angebrachten Verzierungen die Erstellung von typologischen Chronologien und somit die Datierung der Fundstellen und Fundobjekte ermöglichen. Aber auch Formen und Verzierungen von Schmuck, Nadeln, Äxten, Beilen, Dolchen und Schwertern können diese Möglichkeit bieten.
Nach 600 wurde das Gebiet der Niederlausitz abermals neu besiedelt, diesmal von Westslawen, die dem Stamm der Lusitzi angehörten. Ab dem 9. Jahrhundert legten sie in der Übergangszone zwischen Spreewald und Lausitzer Grenzwall etwa 30 Niederungsburgen an und schufen so den Siedlungskern der heutigen Niederlausitz.

## Mittelalter

### Die Entstehung der Mark Lausitz im 10. Jahrhundert

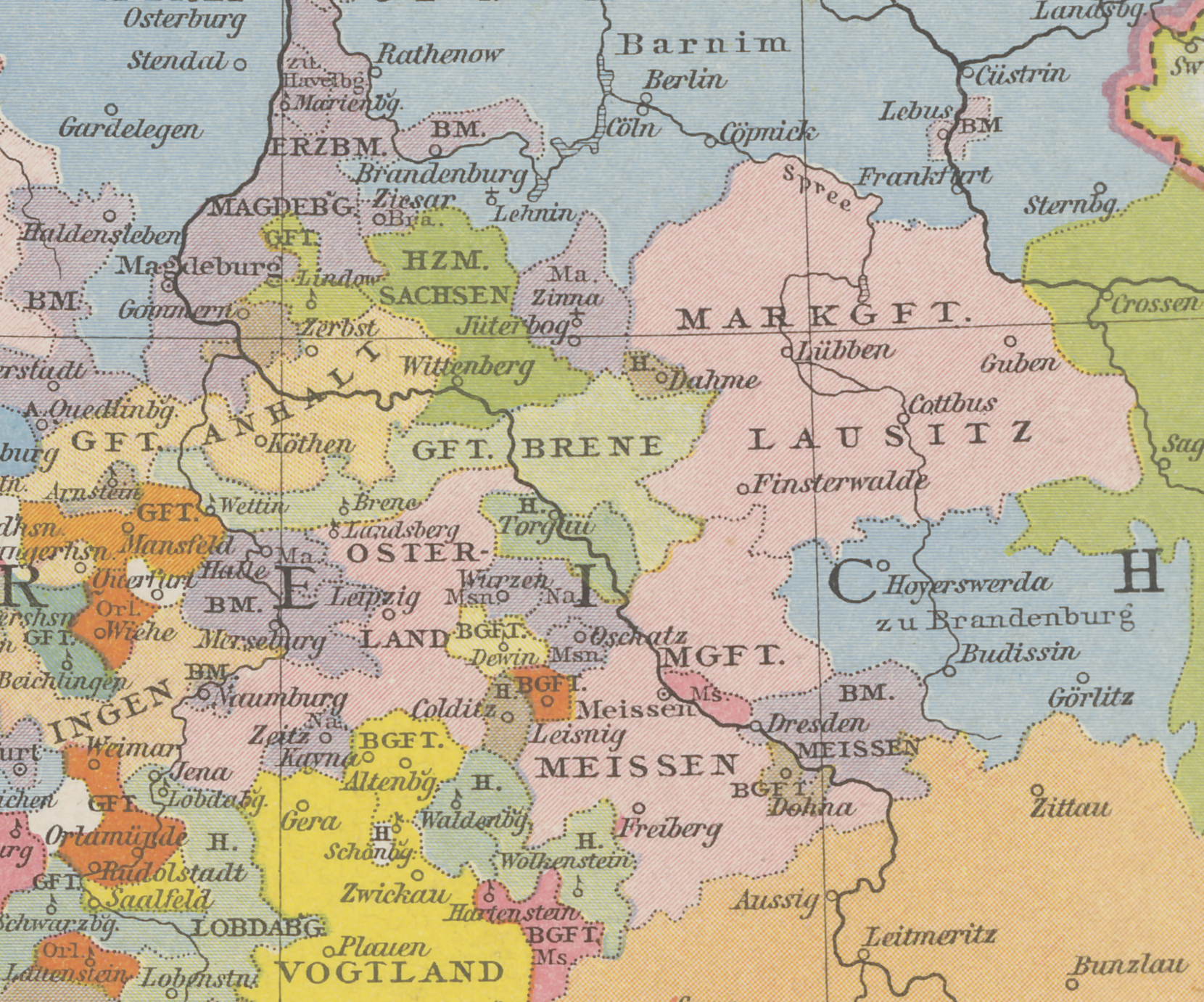
Die Mark Lausitz (rechts, rosa) im 13. Jahrhundert

Die Mark Lausitz, auch Markgrafschaft Lausitz (im 12. Jahrhundert gelegentlich auch Ostmark) wurde im Jahr 965 als östliche Grenzmark im römisch-deutschen Kaiserreich nach der Teilung der bisherigen Sächsischen Ostmark gebildet. Sie reichte vom späteren Anhalt im Westen bis zur Spree im Norden, dem Bober im Osten und zur Grenze der Mark Bautzen im Süden. Erster Markgraf wurde Hodo, der sie bis 993 verwaltete. Die Mark Lausitz war von slawischen Bewohnern besiedelt, blieb aber auch nach dem Slawenaufstand von 983 unter sächsischer Herrschaft. Kirchenrechtlich gehörte das Gebiet zum Bistum Meißen.

### Unter wettinischer Herrschaft im 12. und 13. Jahrhundert
Aus den ersten beiden Jahrhunderten sind kaum Nachrichten erhalten, erst im 12. Jahrhundert begannen die wettinischen Markgrafen mit der planmäßigen Besiedelung, vor allem in den Randgebieten (Beeskow, Storkow, Sorau) und in den entstehenden Städten. Es wurden planmäßig Dörfer angelegt und vor allem mit Deutschen besiedelt. Die inneren Gebiete um den Spreewald blieben von dieser Kolonisation zunächst ausgenommen. Wichtige Burgstädte waren in dieser Zeit Cottbus, Sorau und Lübben.
Bis ins 12. Jahrhundert beanspruchten auch die polnischen Könige das Gebiet für ihr Reich und sie konnten zeitweise den östlichen Teil des Landes auch tatsächlich beherrschen. Im 13. Jahrhundert spalteten sich die Mark Landsberg und die Grafschaft Brehna von der Mark Lausitz ab, zudem beanspruchten andere Dynastien Gebiete der Mark Lausitz für ihr Haus, wie die Grafschaft Anhalt und das Herzogtum Sachsen.

### Wechselnde Lehnsherrschaften im 14. Jahrhundert
Anfang des 14. Jahrhunderts war die Mark Lausitz zwischen den Wettinern aus der Mark Meißen und den Askaniern der Sachsen-Wittenberger- und der Brandenburger Linie umkämpft.
Markgraf Dietrich IV. verkaufte die Mark Lausitz 1303 an die brandenburgische Linie der Askanier.
Nach deren Aussterben 1319 gerieten Teile der Mark Lausitz an Herzog Rudolf von Sachsen-Wittenberg und andere an den schlesischen Herzog Heinrich I. von Jauer (Sorau, Triebel, Senftenberg, Priebus). Der Hauptteil war 1323–1328 von den Wittelsbachern, die mit Ludwig dem Bayern ab 1314 den römisch-deutschen Kaiser stellten und damit reichsrechtlich die eigentlichen Lehnsherren der Mark Lausitz waren, an die Wettiner verpfändet. Eine erneute wettinische Pfandschaft von 1353 endete 1364, anschließend verkaufte Kurfürst Otto von Wittelsbach die Mark Lausitz 1367 an das Königreich Böhmen.

### Die Markgrafschaft Lausitz als Teil der Krone Böhmen unter den Luxemburgern, Georg von Podiebrad, Matthias Corvinus und den Jagiellonen (1367–1526)

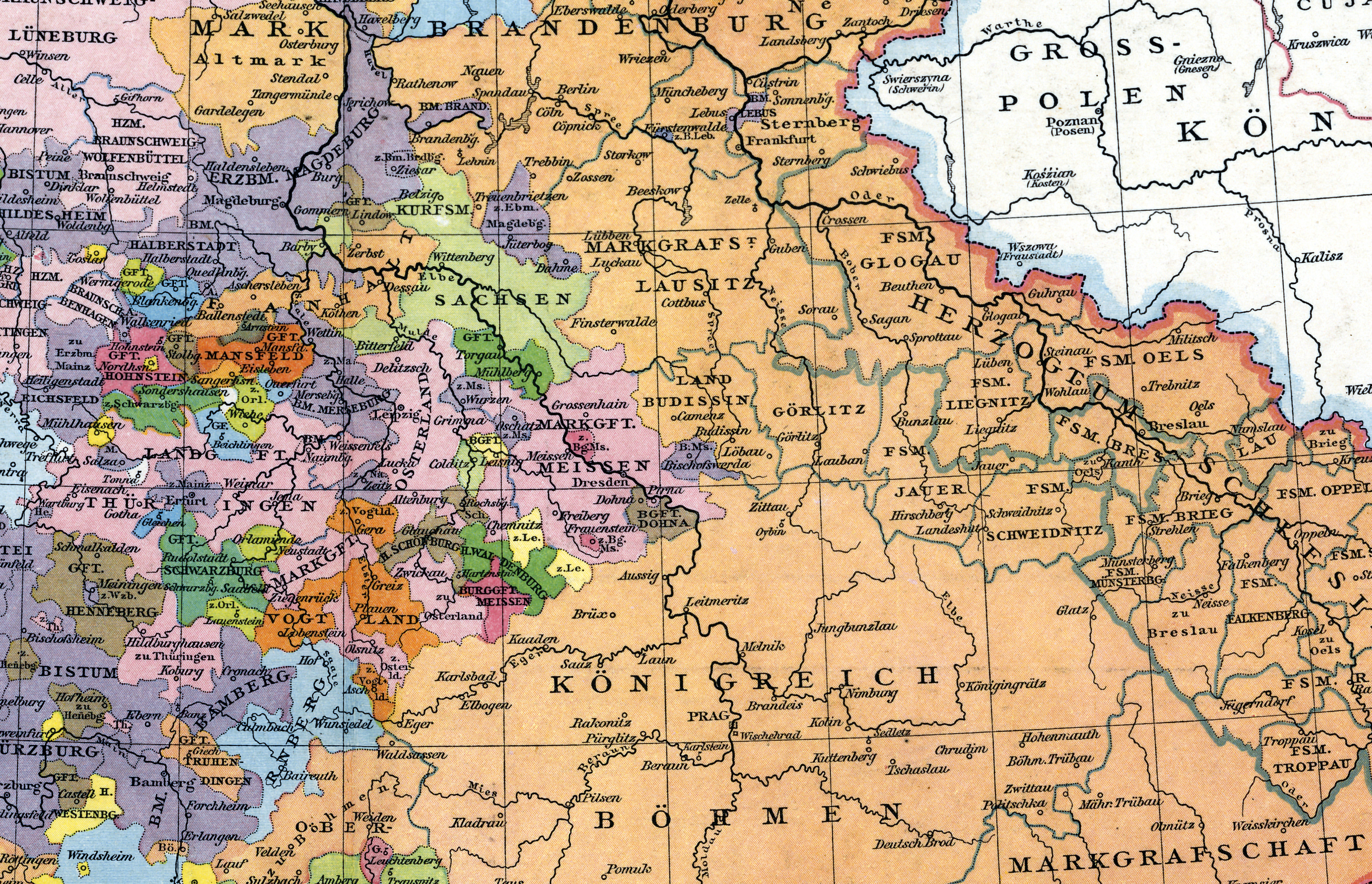
Die Mark Lausitz zur Zeit der Luxemburger-Herrschaft (1367–1437) als Nebenland der Böhmischen Krone, neben der Mark Brandenburg, dem Herzogtum Schlesien, der Mark Mähren und der späteren Oberlausitz, damals Land Budissin genannt, aus dem 1268 das Görlitzer Land abgespalten wurde

Der römisch-deutsche Kaiser und böhmische König Karl IV. inkorporierte die Mark Lausitz 1367 in die böhmische Krone, deren Nebenland die Markgrafschaft bis zum Prager Frieden von 1635 blieb. Auch die böhmischen Könige konnten in dem abgelegenen Gebiet keine starke Landesherrschaft etablieren, denn die Lausitz regelte ihre internen Angelegenheiten weitestgehend selbst.

Gedenkinschrift zu Hans von Polenz an der Galerie in Senftenberg

Von 1413 bis 1437 war Hans von Polenz Landvogt der Niederlausitz, eventuell war er sogar bereits 1406/1408 in diesem Amt tätig. Die Niederlausitz wurde von Kaiser Sigismund an den wohlhabenden Landvogt 1422 für ein Darlehen von 7854 Schock Böhmische Groschen verpfändet. Im Spätmittelalter erfuhr die Mark Lausitz beträchtliche Verluste an territorialer Substanz. 1413 wurde die Herrschaft Priebus an das Herzogtum Sagan und 1429 an Schlesien angeschlossen. An die ab 1415 hohenzollernsche Mark Brandenburg fielen Teupitz 1431, Cottbus 1445/55, Zossen 1490, Beeskow und Storkow 1556/1575 und an das wettinische Kurfürstentum Sachsen (die ehemalige Mark Meißen, die durch dynastische Namenswanderung ab 1425 so genannt wurde), die Städte Finsterwalde 1425, Senftenberg 1448 und Sonnewalde 1477.
Im Zuge der militärischen Auseinandersetzungen um den Erwerb der Länder der böhmischen Krone zwischen dem Jagiellonen Vladislav II. und dem Ungarnkönig Matthias Corvinus kam die Niederlausitz gemeinsam mit der Oberlausitz, der Markgrafschaft Mähren, Schlesien und dem Herzogtum Schweidnitz-Jauer unter die Herrschaft des Ungarnkönigs. 1478 wurden Vladislav II. und Matthias nach langwierigen Verhandlungen im Februar/März in Ofen und im September/Oktober in Brünn gemeinsam als Könige von Böhmen und Erbherren des Reiches benannt. Nach dem Tode eines der beiden Herren sollte die Nebenländer wieder mit Böhmen unter einem Herren vereinigt werden. Dies geschah 1490 mit dem Tod König Matthias’. Auf einem Fürstentag in Olmütz am 21. Juli 1479 wurde die bereits am 7. November 1478 unterzeichnete Vereinbarung im Frieden von Olmütz feierlich bestätigt.

#### Aus Lausitz wird Niederlausitz
Bis zum Ende des 15. Jahrhunderts galt der Name „Lausitz“ (lat. Lusatia) ganz allein für die Niederlausitz. Für die südlich gelegene Oberlausitz waren zu der Zeit mehrere Landesbezeichnungen gebräuchlich. 1474 untertitelte man erstmals in der Kanzlei des ungarischen Königs Matthias Corvinus das sogenannte Sechsstädteland lateinisch als „Lusatia superior“, also Oberlausitz. In der Mitte des folgenden Jahrhunderts ging dieser Landesname nach und nach in den allgemeinen Sprachgebrauch über. Von da an wurde – zur Unterscheidung von der Oberlausitz – die Bezeichnung Niederlausitz gebräuchlich.

## Frühe Neuzeit

### Das Markgraftum Niederlausitz als Teil der Krone Böhmen unter den Habsburgern (1526–1635)

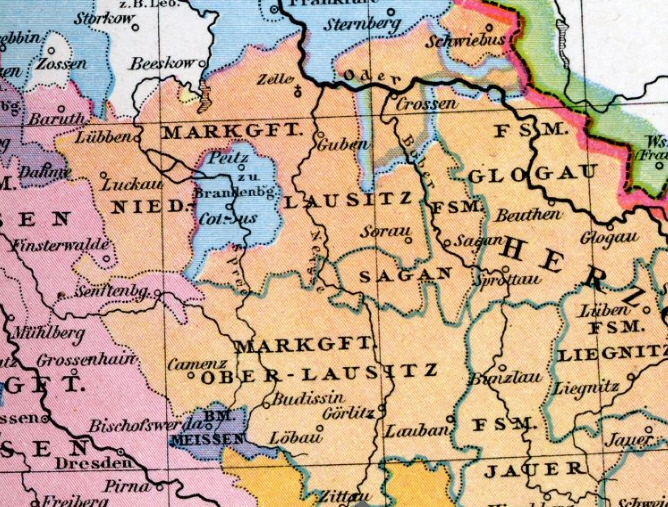
Das Markgraftum Niederlausitz hatte besonders im 15. Jahrhundert mit starken Gebietsverlusten an allen Fronten zu kämpfen, auf der Karte deutliche Unterscheidung zwischen Niederlausitz und Oberlausitz

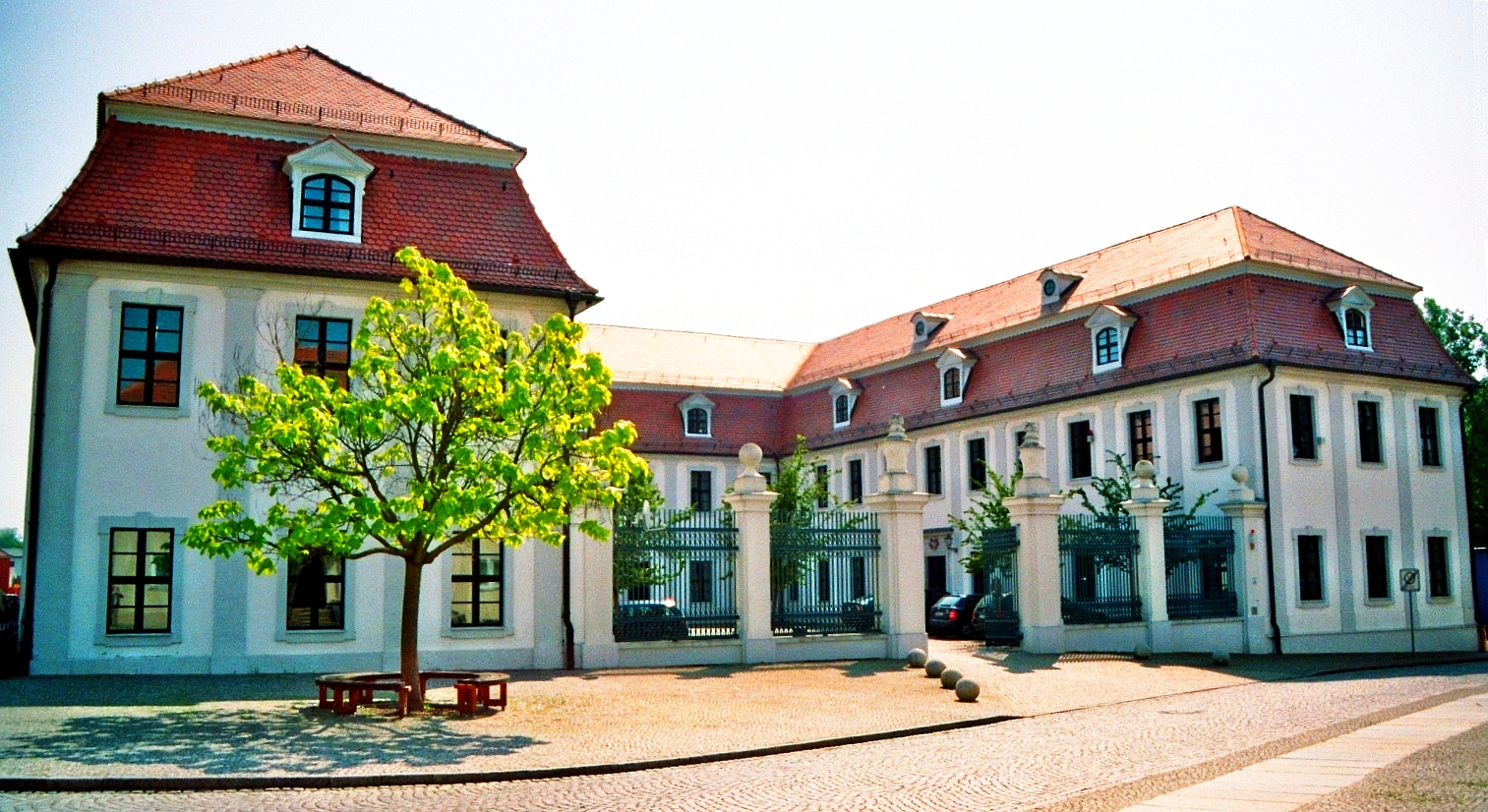
Ständehaus Lübben

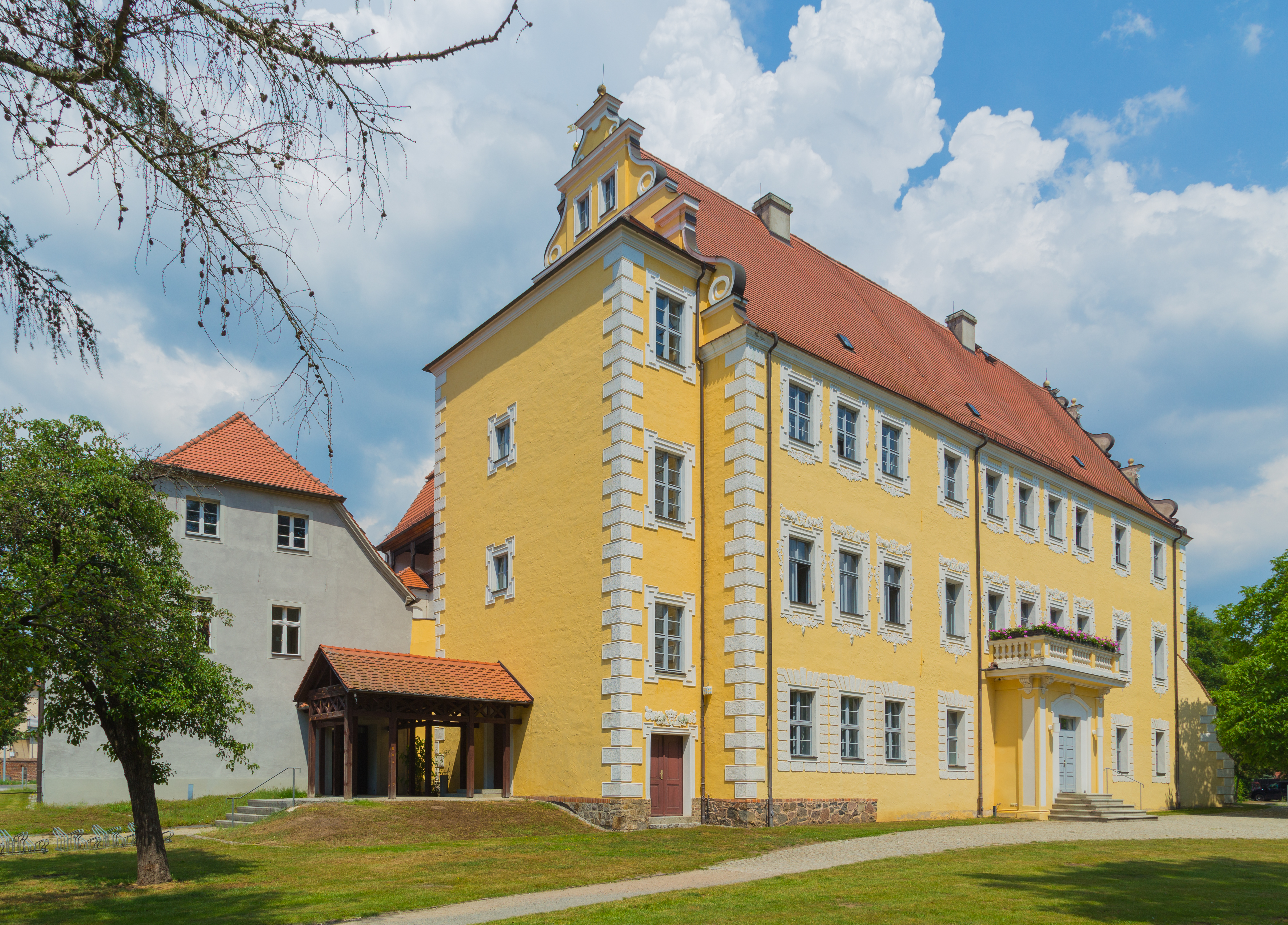
Schloss Lübben, Sitz des Oberlandvogts

Vor allem im 15. Jahrhundert, aber auch im 16. Jahrhundert gingen bedeutende Teile der Niederlausitz durch Verkauf und Verpfändung an die benachbarten Kurfürstentümer Sachsen und Brandenburg verloren. Im 15. Jahrhundert hatten auch mehrere Heerzüge der böhmischen Hussiten große Teile der beiden Lausitzen verwüstet. In jener Zeit entstand auch der niederlausitzische Landtag. Die in vier Kurien gegliederte Ständeversammlung, die in Lübben zusammenkam, war die wichtigste politische Kraft im Land. Daneben nahm der Landvogt die Belange des böhmischen Königs wahr.
Zwischen 1520 und 1540 breitete sich die Reformation im Land aus. Die Niederlausitz war das einzige Land im habsburgischen Machtbereich (zu dem die Niederlausitz seit 1526 mit den übrigen böhmischen Kronländern gehörte), in dem den evangelischen Ständen die Gründung eines Konsistoriums gelang und sie damit landesweit die Kirchenhoheit in ihre Hand bekamen. Bis auf das Kloster Neuzelle wurden alle anderen Klöster aufgelöst.
Im Schmalkaldischen Krieg 1546/47 hielten die Niederlausitzer trotzdem zum katholischen, böhmischen König und Markgrafen der Niederlausitz Ferdinand I. Der königliche Landvogt Albrecht von Schlick konnte das Gebiet des Stifts Dobrilugk zurückerobern, das 1541 vom sächsischen Kurfürsten Johann Friedrich besetzt worden war.
Als 1618 die antihabsburgischen Unruhen in Böhmen begannen, verhielten sich die Niederlausitzischen Stände zunächst passiv. Sie ignorierten die dringenden Aufforderungen der Böhmen, sie im Krieg gegen die Habsburger zu unterstützen. Erst nach dem Tod Kaiser Matthias’ im März 1619 änderten sie ihre Politik. Sie traten der Böhmischen Konföderation bei und waren an der Absetzung Ferdinands II. und der Wahl des sogenannten Winterkönigs Friedrich V. von der Pfalz zum König von Böhmen beteiligt. Bereits unter den Habsburgern hatte sich eine Kreiseinteilung in der Niederlausitz herausgebildet, die bis 1816 Bestand hatte (Benennung nach Blaschke und Jäschke).
- Calauischer Kreis
- Gubenischer Kreis
- Krumspreeischer Kreis
- Luckauischer Kreis
- Sprembergischer Kreis

### Das Markgraftum Niederlausitz unter den Wettinern (1635–1815)

Die Mark Lausitz, zusammen mit der Oberlausitz als Teil von Kursachsen ab 1635

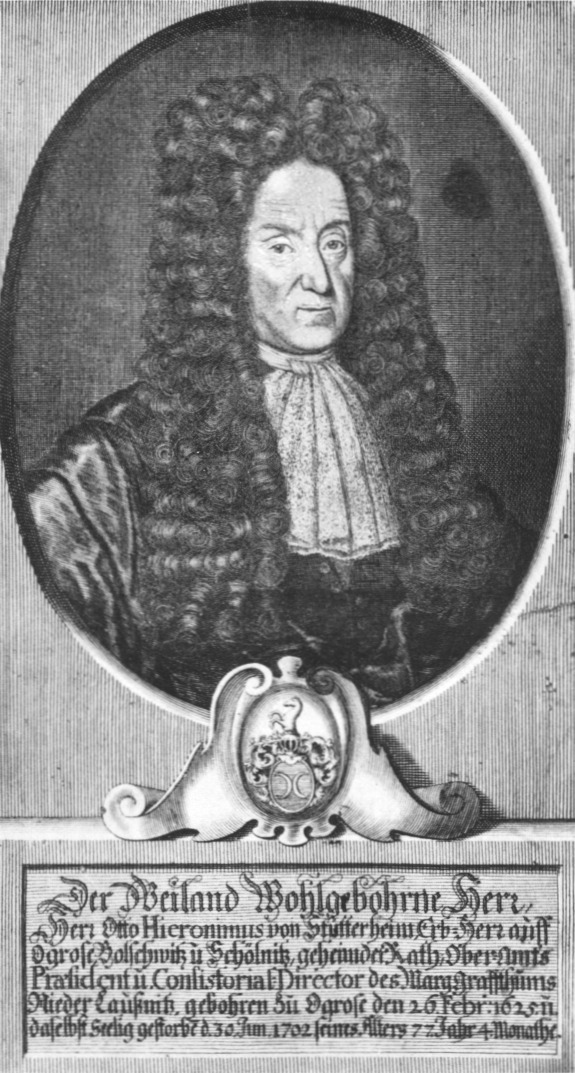
Otto Hieronymus von Stutterheim (1625–1702), Oberamtsregierungspräsident und Konsistorialdirektor der Niederlausitz

Gemäß den Festlegungen im Traditionsrezess des Prager Friedens 1635 wurde die albertinische Linie des Hauses Wettin mit den Markgraftümern Ober- und Niederlausitz belehnt, welche allerdings territorial selbstständig blieben, wobei der Kurfürst von Sachsen in Personalunion zugleich Markgraf der Oberlausitz als auch Markgraf der Niederlausitz wurde. Dieser Zustand behielt Gültigkeit bis zum Friedensvertrag zwischen Preußen und Sachsen vom 18. Mai 1815 infolge des Wiener Kongresses, mit dem die Niederlausitz und der Norden und Osten der Oberlausitz an Preußen fielen. Die rechtliche Sonderstellung der bei Sachsen verbliebenen, restlichen Oberlausitz wurde 1835 dadurch aufgehoben, dass seit 1835 die sächsische Verfassung vom 4. September 1831, die Sachsen zum unteilbaren Staat des Deutschen Bundes erklärte, auch in der sächsischen Oberlausitz galt.
Von 1657 bis 1738 war der jeweilige Herzog von Sachsen-Merseburg, eine albertinische Sekundogenitur, der Markgraf der Niederlausitz.
1790 kam es als Reaktion auf die Französische Revolution in beiden Lausitzen zu Bauernrevolten.

## Die Niederlausitz als Teil von Preußen (1815–1945)
Durch Beschluss des Wiener Kongresses von 1815 wurde die Niederlausitz preußisch, das Markgraftum wurde aufgelöst und das Gebiet der Niederlausitz der Provinz Brandenburg angeschlossen, und Lübben verlor seine Funktion als Hauptstadt der jahrhundertelang autonom gewesenen Region. Die Autonomierechte der Stände wurden danach schrittweise aufgehoben. Um 1816 begann die Reorganisation der Territorialverwaltung, indem man sieben Landkreise (Cottbus, Sorau, Spremberg, Calau, Luckau, Lübben und Guben) einführte. Die Stände wurden in den Kommunallandtag der Niederlausitz umgewandelt.
Unter der preußischen Herrschaft begann die planmäßige Unterdrückung der Sorben, insbesondere wurden administrative Maßnahmen ergriffen, um den Gebrauch der niedersorbischen Sprache zurückzudrängen, daran beteiligte sich auch die Evangelische Kirche in Preußen. Mitte des 19. Jahrhunderts begann der Abbau von Braunkohle.
Unter nationalsozialistischer Herrschaft wurden zahlreiche sorbischstämmige Ortsnamen durch deutsche ersetzt. Die meisten dieser Umbenennungen wurden nach Kriegsende wieder rückgängig gemacht.

## Die Niederlausitz seit dem Ende des Zweiten Weltkriegs
Nach dem Zweiten Weltkrieg gehörte die Niederlausitz zur DDR und zunächst zum Land Brandenburg. Die Teile der Lausitz östlich der Oder-Neiße-Linie waren 1945 an Polen gefallen. Im Zuge der Gebietsreform von 1952 wurde der größte Teil der Niederlausitz zum Bezirk Cottbus zusammengefasst, wodurch ungewollt das Niederlausitzer Regionalbewusstsein befördert und zugleich Cottbus als regionales Zentrum der Niederlausitz etabliert wurde. Dadurch wurde ein Lausitzer Bewusstsein auch über die eigentliche Ausdehnung der Niederlausitz hinaus geschaffen (Landkreise Herzberg, Bad Liebenwerda und Jessen: alle drei ursprünglich Kursachsen), was teilweise bis heute anhält. Andererseits wurden mit der Ausgliederung des Landkreises Fürstenberg (später Eisenhüttenstadt, Stadt- und Landkreis) aus dem Landkreis Guben und mit seiner Zuordnung zum Bezirk Frankfurt historische Gebiete der Niederlausitz abgetrennt.
Auch nach der deutschen Wiedervereinigung und der Bildung von Großkreisen über die Grenzen der Niederlausitzer Region hinaus im Jahr 1993 ist die Niederlausitz keine verwaltungstechnische Einheit. Das betrifft
- die Einbeziehung märkischer Gebiete in den Landkreis Dahme-Spreewald,
- die Einbeziehung ehemals kursächsischer Gebiete im Landkreis Elbe-Elster, und
- die weiterbestehende Angliederung des Gebietes der ehemaligen Kreise Eisenhüttenstadt an größere märkische Gebiete im Landkreis Oder-Spree.

## Bevölkerungsentwicklung
Seit dem 7. Jahrhundert siedelte in der Niederlausitz der slawische Stamm der Lusitzi.
Seit dem späten 12. Jahrhundert kamen vermehrt deutsche Siedler ins Land, die eigene Dörfer gründeten und in den Städten bald die Mehrheit bildete. Das übrige Land blieb slawisch besiedelt.
Seit dem 16. Jahrhundert wurden die sorbische Sprache und Kultur durch die deutschen Herrschaften zunehmend zurückgedrängt, diskriminiert und zeitweise verboten.
Im 19. Jahrhundert wanderten im Zuge der Industrialisierung zunehmend Deutsche ein, auch Polen (1900 5,5 % im Kreis Calau!).
1900 gab es im Kreis Cottbus noch über 50 % wendische Bevölkerung, in allen anderen Gebieten gaben nur noch sehr wenige Menschen Wendisch als ihre Muttersprache an.
Von den nach offiziellen Angaben rund 60.000 Sorben im Bundesgebiet lebt etwa ein Drittel in der Niederlausitz, vorwiegend zwischen Senftenberg und Lübben, 90 % von ihnen im Landkreis Spree-Neiße und in Cottbus.

## Religion

### Christentum

#### Mittelalter
Über Christianisierungsversuche der einheimischen slawischen Bevölkerung durch die neue deutsche Herrschaft im 10. Jahrhundert gibt es kaum Nachrichten.
1165 wurde das Zisterzienserkloster Dobrilugk durch den wettinischen Markgrafen gegründet, das das Land urbar machte und auch christianisierend wirkte. In den wichtigen Burgstädten wie Lübben, Cottbus, Sorau entstanden Pfarrkirchen, etwa um 1200 gab es eine Pfarrstruktur für die Niederlausitz, die größtenteils zum Bistum Meißen gehörte. 1268 wurde das Zisterzienserkloster Neuzelle gegründet.
Franziskanerklöster entstanden in Sorau (1274) und Cottbus (um 1300), ein Dominikanerkloster in Luckau und ein Benediktinerinnenkloster in Guben (Entstehung unbekannt). 1495 wurden in der Meißner Bistumsmatrikel, die auch den Zustand von 1346 wiedergab, neun sedes (Pfarrbezirke) für die Niederlausitz genannt.
Im 15. Jahrhundert wurden erstmals sorbische Geistliche und Kapellen für Lübben, Cottbus und Sorau erwähnt.

#### Neuzeit
Seit den 1520er Jahren wurde in den Städten auch evangelisch gepredigt, 1540 wurde in der Herrschaft Cottbus, die zu Brandenburg gehörte, die Reformation eingeführt. In der übrigen Niederlausitz, wandten sich die einzelnen Herrschaften dem evangelischen Glauben zu, geduldet von der böhmischen Krone, die katholisch blieb. Es wurde Deutsch und Sorbisch gepredigt, in einigen Städten entstanden eigene Pfarrkirchen für die wendische Bevölkerung.
Die Diözesangrenzen waren im Laufe des Mittelalters gezogen worden. So agierte Luther im Jahre 1517 im sächsischen Wittenberg, das zum Bistum Brandenburg gehörte. Kirchenrechtlich war die Lausitz im Jahre 1539 unter vier Bistümern verteilt: Lebus, Bistum Meißen, Posen und Bistum Breslau. Die Oder nördlich von Guben bildete auf einigen Kilometern die Grenze der Bistümer Meißen und Lebus; zwischen Sommerfeld und Crossen grenzten aneinander die Bistümer Meißen und Breslau. Bis zum Dorf Straube etwa 7 km nördlich von Crossen reichte die Diözese Posen, dessen Grenze zu Lebus sich ungefähr mit der Westgrenze des Landkreises Crossen bis 1945(!) deckt. Bistümer Lebus, Breslau und Posen gehörten zur Kirchenprovinz Polen. Für das letzte ermahnte 1539 der polnische König beim Kurfürsten, seinem Schwager, den ausgebliebenen Bischofszehnten. Nach der Reformation wurden diese Strukturen abgeschafft. In Brandenburg und in Sachsen (Kursachsen und Herzogtum) gab es seitdem nur eine kirchliche Administration, die vom Kurfürsten bzw. vom Herzog bestimmt wurde.
Auch nach der Herrschaftsübernahme durch Sachsen 1635 und Preußen 1815 blieb die Niederlausitz größtenteils evangelisch.
Mit dem Zustrom von polnischen und schlesischen Arbeitskräften im Zuge der Industrialisierung entstanden seit dem 19. Jahrhundert auch katholische Gemeinden in einzelnen Städten. In den folgenden Jahrzehnten bildeten sich auch Gemeinden evangelischer Freikirchen, wie Methodisten, Landeskirchliche Gemeinschaft, Neuapostolische Kirche, ebenfalls Zeugen Jehovas.
Nach 1945 nahm die Zugehörigkeit zu einer christlichen Kirche auch in der Niederlausitz stark ab. Heute zählen sich nur noch wenige Menschen zu einer christlichen Kirche.

### Judentum
Seit dem 13./14. Jahrhundert sind jüdische Kaufleute in einzelnen Städten der Niederlausitz erwähnt. In Cottbus und anderen Gebieten mussten sie im 14. Jahrhundert das Land nach dem angeblichen Hostienfrevel von Knoblauch verlassen.
Erst im 18. Jahrhundert wurden dort wieder jüdische Bewohner erwähnt, im 19. Jahrhundert entstanden Synagogen in Cottbus, Guben und Sorau. 1945 gab es nach der Vernichtung durch die Nationalsozialisten kaum noch Juden in der Niederlausitz.
Seit 2012 gibt es wieder eine Synagoge in Cottbus, die allerdings ausschließlich russischstämmige Mitglieder hat.